# Hedrée
La Hedrée (ou Hédrée) est un ruisseau de Belgique coulant en province de Luxembourg, affluent de la Wamme en rive droite.
Elle prend sa source au sud-est de Lignières, traverse Grimbiémont et se jette dans la Wamme à Hargimont.